# 卡罗尔·吉利根

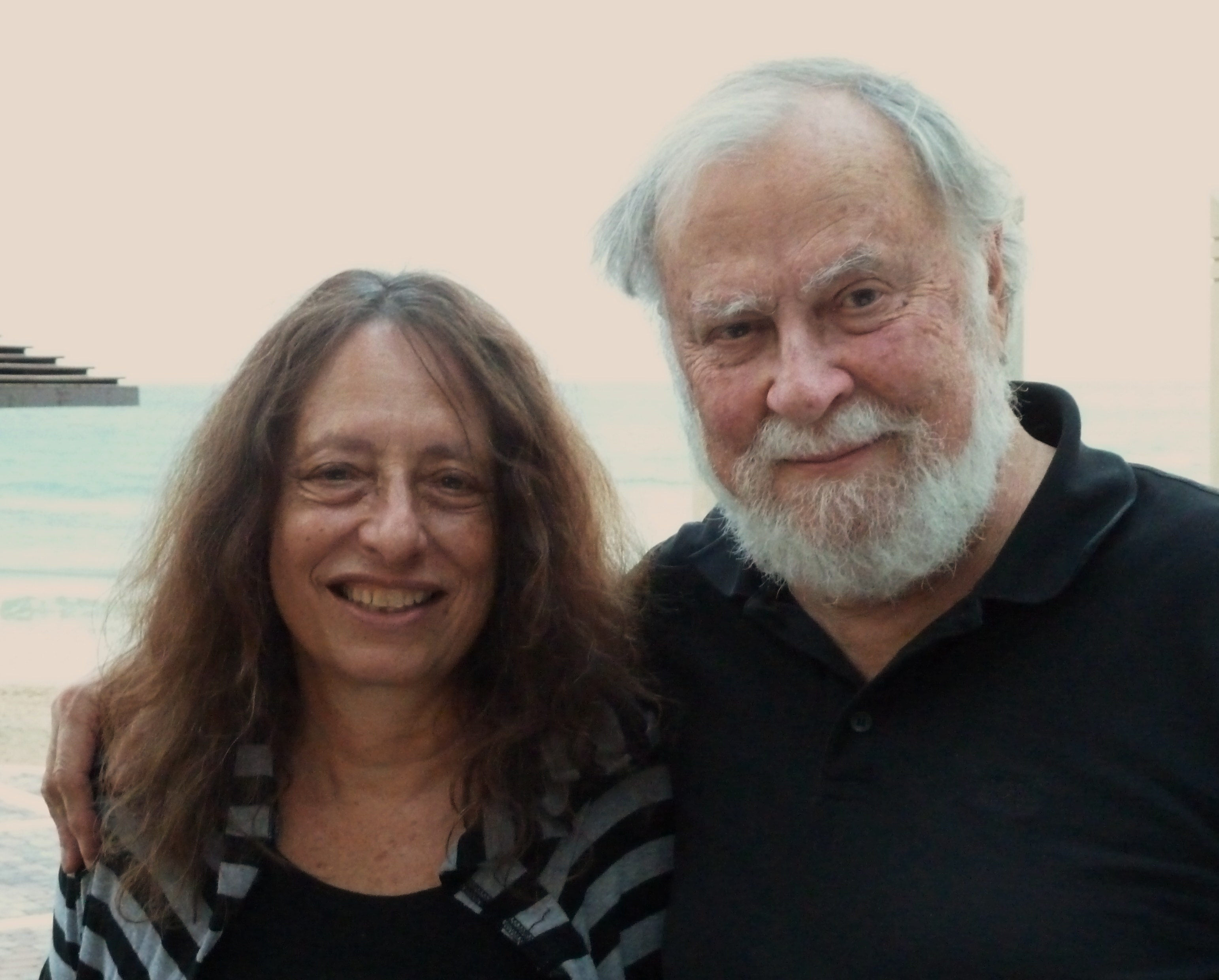
吉利根（左）及其丈夫。

卡羅爾·吉利根（英語：Carol Gilligan，1936年11月28日—）是美国女权主义者、伦理学家和心理学家。
她對於柯爾伯格的道德發展階段論(Theory of Moral Development)及以正義(Justice)和權利(Rights)為道德發展最高階段考慮的理論既作出了繼承又作出了批判。吉利根留意到柯爾伯格研究的對象均為白人男性及男孩，她認為柯爾伯格對道德發展的研究排除了女性的經驗，特別是女性對關懷(care)、人際關係(relationship)及連繫(connection)在道德判斷中的考慮及其價值。Swarthmore College英國文學系學士，拉德克利夫学院臨床心理學碩士，哈佛大學社會心理學博士，1967年起任教於哈佛大學，並於1987年晉身為正教授，1992至1994年間至劍橋大學講學。2002年起任教紐約大學。
在《不同的聲音》(In a Different Voice)一書中，吉利根報告及分析了29位15-33歲、不同種族及背景的女性分別兩次的訪談，澄清婦女如何去處理建構及解決懷孕或墮胎的道德處境。吉利根發現女性把道德定義為實現關懷和避免傷害的義務問題，與男性對公正及權利探討時表現出那種抽象的「形式邏輯」成為強烈的對比，對吉利根來說，女性對判斷道德問題的猶疑不是基於缺乏對抽象的權利及正義思考的能力，反而是基於對現實的複雜性的了解。
與此同時，她勾劃了女性的關懷倫理發展階段：第一階段為確保生存而關懷自我的需要，在這階段，道德是社會強加的約束；到第二階段，女性對前階段批判為「自私」而產生對他人聯繫的責任、試圖對依賴者作出保護、甚至排除對自我的關懷，在這階段，女性的主要關懷在他人身上，「善」被看成為取決於其他人的接受，用吉利根的話是「傳統的女性聲音極為清晰地出現了；在前兩個階段的轉折中，女性一再經歷對前一階段的不穩定因素(如對他人關懷的排除、對自己關懷的排除)，通過對他人與自我的關係作出重新理解，對自我與他人的互相依賴有更深刻的理解，發展出關懷倫理學的最高階段，而這階段往往也不是對道德判斷有一致的意見，女性對自己的聲音與他人的聲音區分，協調傷害與關懷之間的差異，對兩難處境作出抉擇，並承擔其導致的責任。
吉利根舉出一位努力把自己和他人需要包括在決定中的已婚天主教徒的心路歷程：「在我的處境下...我認為自己的道德是有力的，如果這些原因並非這樣，我就沒有必要去流產，因而流產是一種自我犧牲...我認為自己有一點自私...我確實認為自己一直是正確的，沒有隱瞞任何東西...這是一個明智、誠實和現實的決定。」吉利根以關懷倫理學的觀點評價，女性在墮胎的抉擇中注意到自己的需要有時被別人看成自私的，但從另一方面看，「這不僅是誠實的也是公正的」，因為她既在決定過程中考慮了其他人，同時沒有忽略了對自己的關懷。
對吉利根來說，傳統女性是被教育成為關懷他人、亦期望他人對自己作出關懷的，她發現「在男孩發展形式邏輯思維的同時，女孩在早期學校階段的道德發展在青春期卻作出讓步」，對男孩子來說「發展意味著越發地把其他人看做是與自己平等的」，對女孩子來說「發展跟隨著把自己包括在一個不斷擴展的聯繫網中」。所以，她的關懷倫理學也要求聆聽女性的聲音，要求男性世界重新衡量「自私」、「關懷」及「公義」的意義及價值；在墮胎問題上，吉利根放棄傳統倫理學的抽象論證手法，並不相信以一項或幾項普遍命題來推導結論及指導現實決定的正義倫理學，反而她從女性的經驗及聲音中看到女性主義崇尚的關懷倫理學。